# اشتر الآن وادفع لاحقا
اشترِ الآن وادفع لاحقًا (BNPL) هو نوع من التمويل قصير الأجل الذي يسمح للمستهلكين بإجراء عمليات الشراء وسداد ثمنها في تاريخ مستقبلي. وعادةً ما يتم تنظيم التمويل بالتقسيط على شكل عملية إقراض نقدي تشمل المستهلكين والممولين والتجار. ويقوم الممولون بالدفع للتجار نيابةً عن المستهلكين عند شراء السلع أو الخدمات من قبل المستهلكين. ويتم سداد هذه المدفوعات لاحقًا من قبل المستهلكين على أقساط متساوية. ويختلف عدد الأقساط وفترة السداد باختلاف ممولي BNPL.

## التاريخ
يعود أقدم شكل من أشكال التقسيط إلى القرن التاسع عشر، عندما ظهرت خطط التقسيط كوسيلة للمستهلكين لشراء سلع باهظة الثمن (مثل الأثاث والبيانو والمعدات الزراعية) لم يكن لديهم الأموال اللازمة لشرائها مباشرة. في الهند، تعتبر BNPL مشابهة لنظام Udhar Khata الورقي التقليدي في البلاد، حيث كانت محلات الزاوية، المعروفة باسم كيراناس محليًا، تحتفظ بدفاتر حسابية مسجلة يدويًا للسماح لعملائها بشراء المؤن بالدين وسدادها لاحقًا.
في أوائل القرن الحادي والعشرين، طوّرت شركات التكنولوجيا المالية أنظمة تسمح بدمج الإقراض بالتقسيط في تدفق المدفوعات في المتاجر الإلكترونية، مما يسمح للمستهلك بالحصول على ائتمان فوري في نقطة البيع ودفع ثمن المشتريات لاحقًا بناءً على جدول زمني متفق عليه. إن عنصري التكامل والمعالجة الفورية هما ما يميزان معاملات القروض المصرفية الوطنية عن غيرها من أساليب الإقراض الاستهلاكية. وقد أدى عصر جائحة كوفيد-19 إلى زيادة هائلة في معاملات القروض المصرفية الوطنية في الولايات المتحدة، حيث ارتفعت من 2 مليار دولار في عام 2019 إلى 24.2 مليار دولار في عام 2021.